# Krnjak
 Krnjak  falu és község Horvátországban, Károlyváros megyében. Közigazgatásilag Bijeli Klanac, Brebornica, Budačka Rijeka, Burić Selo,
Čatrnja, Donji Budački, Dugi Dol, Dvorište, Gornji Budački, Gornji Skrad, Grabovac Krnjački, Grabovac Vojnićki, Hrvatsko Žarište, Jasnić Brdo, 
Keserov Potok, Mala Crkvina, Mlakovac, Pavković Selo, Perići, Podgorje Krnjačko, Poljana Vojnićka, Ponorac, Rastovac Budački, Suhodol Budački, Trupinjak,
Velika Crkvina, Vojnović Brdo, Zagorje és Zimić települések tartoznak hozzá.

## Fekvése
Károlyvárostól 18 km-re délre a Kordun területén, a Radonja bal partján fekszik.

## Története
A régészeti leletek tanúsága szerint Krnjak környékén már a történelem előtti időben is éltek emberek. Ezt bizonyítják a Dvorište és Gonrnji Budački határában feltárt őskori temetkezések, a gornji budački pravoszláv templom mellett talált ókori szarkofág, a Mala Crkvina határában levő ókori telep és temetőjének maradványai, a Perići  területén talált ókori leletek, a ponoraci ókori telep és temető, valamint a jopić barlangi ókori temetkezések. Dugi Dol közelében három, már a római korban is használatos kőbánya található. Az itteni életnek a középkorig való folytonosságát ugyancsak számos lelet igazolja. Ilyenek a Krnjakhoz közeli Jopić barlangban talált cseréptöredékek és a Donji Budački és Zimići közelében található erődítmények maradványai. A Koranán Velika Crkvina közelében és a Rijeca-patakon Donji Budački és Grabovac mellett már a középkorban malmok működtek. Ezek közül néhány ma is üzemképes.
A sorozatos török támadások és fosztogatások következtében a horvát lakosság jórészt már 1445-ig elmenekült erről a vidékről, mely a 16. század második felére teljesen lakatlanná vált. Helyükre a birtokos az osztrák és horvát nemesek 1685-től pravoszláv szerb lakosságot telepítettek. Csak 1685-ben a Habsburgok és generálisaik 284 családot telepítettek 2784 lakossal Krnjak, Gornji és Donji Budački területére, akik közül 747 gyalogos, 184 lovas és 294 egyéb katonai szolgálatra alkalmas telepes volt. Ezek a telepítések Strasold Mátyás károlyvárosi és Orsich Ferenc turanji kapitányok vezérletével történtek. A katonai határőrvidék idejében Krnjak a szluini ezred 6. századának ellenőrzése alá tartozott, 1749-ben pedig már a század állomáshelye volt. 1759-ben Gornji Budačkin felépült az első kis szerb pravoszláv fatemplom, melyet később a II. világháború idején miután kifosztottak felgyújtottak. Krnjak község 1881-ben alakult meg, ugyanebben az évben épült fel itt a Legszentebb Istenanya tiszteletére szentelt szerb pravoszláv templom. A II. világháborúban az olasz megszállók ezt is kirabolták és lovaikat tartották benne. 1942-ben horvát usztasák felgyújtották, majd a háború után a kommunista hatóságok a helyén építették fel az iskolát, amely ma Zrínyi Katalin nevét viseli. 1910-től Krnjakon szerb földműves szövetkezet működött, 1911-ben szódagyár is üzemelt a településen. 1906-tól a község területéről csak Amerikába 423-an vándoroltak ki, akik közül 53 volt nő.
A második világháború idején a község területének embervesztesége 1147, volt, akik közül 355-en a fasiszták elleni harcokban estek el, 792 személy köztük 108 gyermek pedig a népirtás áldozata lett. 1995 augusztusában a szerb lakosság nagy része elmenekült a horvát hadsereg támadása elől, házainak kirabolták vagy felgyújtották. Helyükre főként Boszniából menekült horvátok költöztek. 
A településnek 1857-ben 296, 1910-ben 505 lakosa volt. Trianon előtt Modrus-Fiume vármegye Vojnići járásához tartozott. 2011-ben a falunak 376,  a községnek összesen 2019 lakosa volt. Ma a községben alapiskola, labdarúgóklub, szerb kulturális egyesület, önkéntes tűzoltó egylet, turisztikai egyesület, mezőgazdasági szövetkezet, nőegylet működik.

## Lakosság
| Lakosság változása | Lakosság változása | Lakosság változása | Lakosság változása | Lakosság változása | Lakosság változása | Lakosság változása | Lakosság változása | Lakosság változása | Lakosság változása | Lakosság változása | Lakosság változása | Lakosság változása | Lakosság változása | Lakosság változása | Lakosság változása |
| ------------------ | ------------------ | ------------------ | ------------------ | ------------------ | ------------------ | ------------------ | ------------------ | ------------------ | ------------------ | ------------------ | ------------------ | ------------------ | ------------------ | ------------------ | ------------------ |
| 1857               | 1869               | 1880               | 1890               | 1900               | 1910               | 1921               | 1931               | 1948               | 1953               | 1961               | 1971               | 1981               | 1991               | 2001               | 2011               |
| 296                | 366                | 364                | 439                | 483                | 505                | 556                | 645                | 423                | 466                | 473                | 479                | 444                | 441                | 400                | 376                |